# Marek Piestrak
Marek Piestrak (Cracòvia, 31 de març de 1938) és un director de cinema i guionista polonès.

## Biografia
El 1961 es va graduar a la Facultat d'Enginyeria de l'Aigua de la Universitat Tecnològica de Gdańsk. Després es va graduar al Departament de Direcció de l'Escola Nacional de Cinema, Televisió i Teatre a Łódź (1968). Va fer una internada a Hollywood per a la pel·lícula La llavor del diable de Roman Polański. Durant els anys 1969–1978 va fer diversos documentals.
Marek Piestrak va fer, entre d'altres, pel·lícules com Test pilota Pirxa, Wilczyca i Klątwa Doliny Węży. El 1979, va rebre l'asteroide d'or al Festival Internacional de Cinema Fantàstic de Trieste per la seva pel·lícula Test pilota Pirxa. Klątwa Doliny Węży va ser vista a la Unió Soviètica per 25 milions d'espectadors.
És membre de l'Acadèmia Polonesa de Cinema. El 2019, durant el Festival Internacional de Cinema de Thriller a Kołobrzeg, va rebre el premi Latarnik.
Els crítics el comparen amb Ed Wood, principalment a causa dels efectes especials mal fets. Marek Piestrak considera la comparació amb Wood vergonyosa.
En privat, està interessat en l'alpinisme de l'Himàlaia, que inclou: va participar en l'expedició polonesa-estatunidenca al setè cim del món, el Dhaulagiri del Nepal (8.167 m sobre el nivell del mar), on va arribar a una altitud d'aproximadament 7.000 m sobre el nivell del mar .

## Filmografia
| Any       | Títol                             | Director               | Guionista | Actor                                             | Comentaris            |
| --------- | --------------------------------- | ---------------------- | --------- | ------------------------------------------------- | --------------------- |
| 1965      | Zdarzenie                         | Sí                     |           |                                                   | estudi escolar        |
| 1965      | Pilot station                     | Sí                     | Sí        |                                                   | estudi escolar        |
| 1966      | Dzień zwycięstwa                  | Sí                     | Sí        |                                                   | estudi escolar        |
| 1970      | Cicha noc, święta noc             | Sí                     | Sí        |                                                   | telefilm              |
| 1973      | Śledztwo                          | Sí                     | Sí        |                                                   | telefilm              |
| 1974      | Mistrz świata                     | Sí                     |           |                                                   | documental            |
| 1974      | Cień tamtej wiosny                | Sí                     |           |                                                   | telefilm              |
| 1976      | Znaki szczególne                  |                        |           | Periodista de televisió al vaixell (episodi 3)    | sèrie de televisió    |
| 1978      | Test pilota Pirxa                 | Sí                     | Sí        |                                                   | llargmetratge         |
| 1980      | Świadek oskarżenia                | Sí                     | Sí        |                                                   | Programa de televisió |
| 1980      | Dzień karawany                    | Sí                     |           |                                                   | documental            |
| 1982      | Wilczyca                          | Sí                     |           |                                                   | llargmetratge         |
| 1985      | Przyłbice i kaptury               | Sí                     | Sí        | porter (rol doblat per Marian Kociniak)           | sèrie de televisió    |
| 1987      | Klątwa Doliny Węży                | Sí                     | Sí        | capità de l'avió que desapareix (sense acreditar) | llargmetratge         |
| 1990      | Powrót wilczycy                   | Sí                     |           |                                                   | llargmetratge         |
| 1992      | Łza księcia ciemności             | Sí                     |           |                                                   | llargmetratge         |
| 1993      | Zawodowiec                        | Sí                     | Sí        |                                                   | documental            |
| 1995      | Akwarium                          | Sí                     |           | Sí                                                | llargmetratge         |
| 1995      | Akwarium, czyli samotność szpiega |                        |           | Sí                                                | sèrie de televisió    |
| 1997      | Skarb szeryfa                     | Sí                     |           |                                                   | Programa de televisió |
| 1997      | Lata i dni                        | Sí                     |           |                                                   | sèrie de televisió    |
| 1998–1999 | Życie jak poker                   | Sí (odc. 47-61, 63-67) |           |                                                   | sèrie de televisió    |
| 1999      | Odlotowe wakacje                  | Sí                     | Sí        |                                                   | llargmetratge         |
| 2001      | Marszałek Piłsudski               | Sí                     |           | Sí                                                | sèrie de televisió    |
| 2002–2010 | Samo życie                        | Sí                     |           |                                                   | sèrie de televisió    |
| 2005      | Emilia                            |                        |           | Iwan                                              | llargmetratge         |